# Поля смерті (фільм, 1984)
«Поля смерті» (англ. The Killing Fields) — британський художній фільм 1984 року режисера Ролана Жоффе, заснований на книзі американського письменника Сідні Шанберга «Життя і смерть Дита Прана» (The Death and Life of Dith Pran).

## Сюжет
Фільм розповідає про смертельно небезпечні пригоди Дита Прана (Хенг Сомнанг Нгор) в розпал громадянської війни між національною армією Камбоджі і «червоними кхмерами». Дит Пран працював перекладачем кореспондента «New York Times» Сідні Шанберга. Після того, як в травні 1973 року до Пномпе́ню входять «червоні кхмери», представники західного світу евакуюються з країни, однак Шанберг, а з ним і камбоджієць Дит Пран, лишаються.

## Ролі виконують
- Сем Вотерстон — Сідні Шанберг
- Хенг Сомнанг Нгор — Дит Пран
- Джон Малкович — фотограф Ел Рокоф
- Крейг Теодор Нельсон — майор Рівз, військовий аташе
- Атол Фугард — доктор Сундесвал
- Джуліан Сендс — Джон Свейн

## Нагороди
- Фільм внесений до списку 100 найкращих британських фільмів за 100 років за версією Британського кіноінституту, N 100
- 1984 Премія «Золотий глобус» Голлівудської асоціації іноземної преси: 
  - за найкращу чоловічу роль другого плану[en] — Хенг Сомнанг Нгор
- 1984 Премія БАФТА, Британської академії телебачення та кіномистецтва:
  - за найкращий фільм — Девід Патнем
  - за найкращу головну чоловічу роль[en] — Хенг Сомнанг Нгор
  - за найкращий сценарій[en] — Брюс Робінсон
  - за найкращу операторську роботу[en] — Кріс Менгес
  - за найкращий монтаж[en] — Джим Кларк
  - за найкращий звук[en] — Ян Фуллер, Клайв Вінтер, Білл Роу
  - за найкращу сценографію[en] — Рой Вокер
- 1984  Премія Національної ради кінокритиків США:
  - найкращі десять фільмів[en]
- 1985 Премія «Оскар» Академії кінематографічних мистецтв і наук:
  - за найкращу чоловічу роль другого плану — Хенг Сомнанг Нгор
  - за найкращу операторську роботу — Кріс Менгес
  - за найкращий монтаж — Джим Кларк
- 1985 Премія Спілки кінокритиків Бостона:  
  - за найкращий фільм[en]
  - найкращому акторові[en] — Хенг Сомнанг Нгор
  - найкращому операторовір[en] — Кріс Менгес[en]
- 1985 Премія Давида ді Донателло:
  - найкращому іноземному продюсерові[it] — Девід Патнем